# Hawkwind

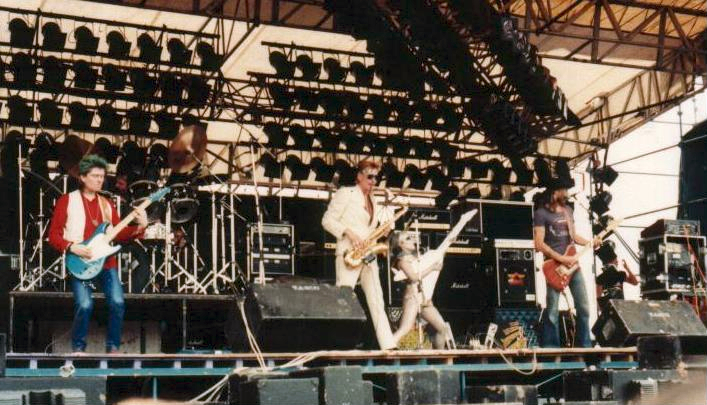
Hawkwind in 1982

Hawkwind is een Britse spacerockband, opgericht in 1969 door straatmuzikanten Dave Brock en Nik Turner als Group X, kort nadien gewijzigd in Hawkwind Zoo en vervolgens in Hawkwind. De groep heeft in de loop der jaren een groot aantal bezettingswisselingen ondergaan.
De muziek bestaat uit een mengsel van harde rock gecombineerd met sciencefictionachtige klanken welke worden geproduceerd door een effectenmachine genaamd "audio generator".  De teksten worden bepaald door zwaar drugsgebruik en comics. Hun liveshows worden opgeluisterd door de met bodypaint opgesierde naaktdanseres Stacia Blake. In 1972 halen ze in het Verenigd Koninkrijk de top van de hitparade met de aanvankelijk niet tevens op een album uitgebrachte single Silver Machine (gezongen door Lemmy) en de liveplaat Space Ritual. In de tweede helft van de jaren zeventig vormt dichter Robert Calvert enkele jaren het gezicht van de band. Het album Doremi Fasol Latido uit 1972 is het meest verkochte album. In 1975 verschijnt het album Warrior on the Edge of Time, met daarop nummers waarvan de lyrics verwijzen naar de fantasy-werken van Michael Moorcock. Daarnaast wordt Quark Strangeness and Charm uit 1977 door velen als een van de beste Hawkwind-albums beschouwd. 
Op Levitation uit 1980 speelt Ginger Baker (o.a. Cream) op drums.
Mede door het voortdurende komen en gaan van groepsleden gaat de populariteit van de band tegen het einde van de jaren zeventig sterk achteruit. Tegen die tijd staat Lemmy Kilmister, die vanwege onenigheid over drugsgebruik uit de band was gezet, boven aan de hitlijsten met Motörhead.
Vanaf de jaren negentig leeft de band weer enigszins op, dankzij de opkomst van ambient house.

## Discografie
Studioalbums

1970 Hawkwind

1971 In Search of Space

1972 Doremi Fasol Latido

1974 Hall of the mountain grill

1975 Warrior on the Edge of Time

1976 Astounding Sounds, Amazing Music

1977 Quark, Strangeness and Charm

1978 25 years on — Hawklords

1979 PXR5

1980 Levitation

1981 Sonic Attack

1982 Church of Hawkwind

1982 Choose Your Masques

1985 The Chronicle of the Black Sword

1988 The Xenon Codex

1990 Space Bandits

1992 Electric Tepee

1993 It Is the Business of the Future to Be Dangerous

1995 White Zone — Psychedelic Warriors

1995 Alien 4

1997 Distant Horizons

1999 In Your Area — live and studio 

2000 Spacebrock — Dave Brock solo

2005 Take Me to Your Leader

2006 Take Me to Your Future

2010 Blood of the Earth

2012 Parallel Universe

2016 The machine stops

2017 Into the woods

2018 Road to Utopia

2019 All aboard the Skylark samen met Acoustic daze dat ook apart werd uitgegeven

2020 Carnivorous

2021 Somnia

2023 The Future Never Waits

2024 Stories from Time and Space

2025 There Is No Space for Us
Live Albums

1973 Space Ritual

1980 Live Seventy Nine

1986 Live Chronicles

1991 Palace Springs

1992 Hawklords live '78

1994 The Business Trip

1996 Love in Space

1999 Hawkwind 1997

2001 Yule Ritual

2002 Canterbury Fayre 2001

2004 Spaced Out in London

2008 Knights of Space

2019 Hawkwind at the Roundhouse

2020 Hawkwind 50 Live

2022 We are looking in on you
Verzameld werk

1980 The Weird Tapes Volumes 1-8 (1966-1983)

1983 The Text of Festival (1970-1971)

1983 Zones (1980 en 1982)

1984 This Is Hawkwind, Do Not Panic (1980 en 1984)

1984 Bring Me the Head of Yuri Gagarin (1973)

1984 Space Ritual Volume 2 (1972)

1985 Hawkwind Anthology (1967-1982)

1987 Out & Intake (1982 en 1986)

1991 BBC Radio 1 Live in Concert (1972)

1992 The Friday Rock Show Sessions (1985)

1992 Hawklords Live (1978)

1992 California Brainstorm (1990)

1995 Undisclosed Files Addendum (1984 en 1988)

1997 The 1999 Party (1974)

1999 Glastonbury 90 (1990)

1999 Choose Your Masques: Collectors Series Volume 2 (1982)

1999 Complete '79: Collectors Series Volume 1 (1979)

2000 Atomhenge 76 (1976)

2002 Live 1990 (1990)

2008 Minneapolis, 4th October 1989 (1989)

2008 Reading University, 19th May 1992 (1992)

2013 Spacehawks